# Tereziánská zbrojnice (Olomouc)
Tereziánská zbrojnice je rozlehlá barokně klasicistní  budova z 2. poloviny 18. století postavená jako součást  vojenské pevnosti Olomouc na jižní straně Biskupského náměstí. Budova byla v roce 1958 zapsána na seznam chráněných kulturních památek České republiky.
Od roku 1999 se zde nachází Knihovna Univerzity Palackého a další univerzitní provozy.

## Historie
Dělostřelecká zbrojnice na Biskupském náměstí byla postavena v rámci budování bastionové pevnosti Olomouc. Rozlehlá čtyřkřídlá stavba s vnitřním dvorem si vyžádala demolici 11 starých kanovnických a vikářských domů. Základní kámen nové stavby  byl položen 18. dubna 1768 (Moravský zemský archiv E55, Premonstráti Klášterní Hradisko, deníky, sg. 234 II 36, fol.27b). Jméno projektanta se nedochovalo, na realizaci se podíleli stavitelé Matěj Kniebandl a Václav Benda. Zbrojnice byla podle místní pověsti postavena na pokyn Marie Terezie  proti hlavnímu vchodu do arcibiskupské rezidence a zakrývá polovinu jeho průčelí. Biskupovi Hamiltonovi, jehož panovnice neměla v lásce, měla zkomplikovat slavnostní výjezd z jeho sídla. Arcibiskupové pak často požadovali její zbourání, ale vždy neúspěšně. Novou budovu navštívil v roce 1769 císař Josef II. Během let byla budova několikrát upravována. V roce 1778 byly nově zaklenuty prostory v patře, později byly zazděny arkády na nádvoří. V roce 1790 zde bylo údajně uloženo na čtyřicet děl a zbraně pro šest tisíc mužů.
Po druhé světové válce se zbrojnice změnila v Přemyslova kasárna a postupně byly prováděny další stavební úpravy. Osm velkých sálů v patře bylo přehrazeno příčkami. Vojenským účelům objekt sloužil až do roku 1989. V devadesátých letech 20. století byla zbrojnice stavebně upravena pro využití Univerzitou Palackého v Olomouci, která zde zřídila univerzitní knihovnu. Přestavba byla inspirována Komenského ideou o přeměně zbrojnic v bibliotéky. Autorem projektu rekonstrukce byl Petr Fabián. Rekonstrukce byla dokončena v roce 1999. V přízemí severního křídla se nachází kavárna, v dalších prostorách je centrum výpočetní techniky UP, Vydavatelství UP, Archiv UP a Eurocentrum. Během rekonstrukce došlo také k obnově veškerých kamenických prvků na objektu.

## Popis

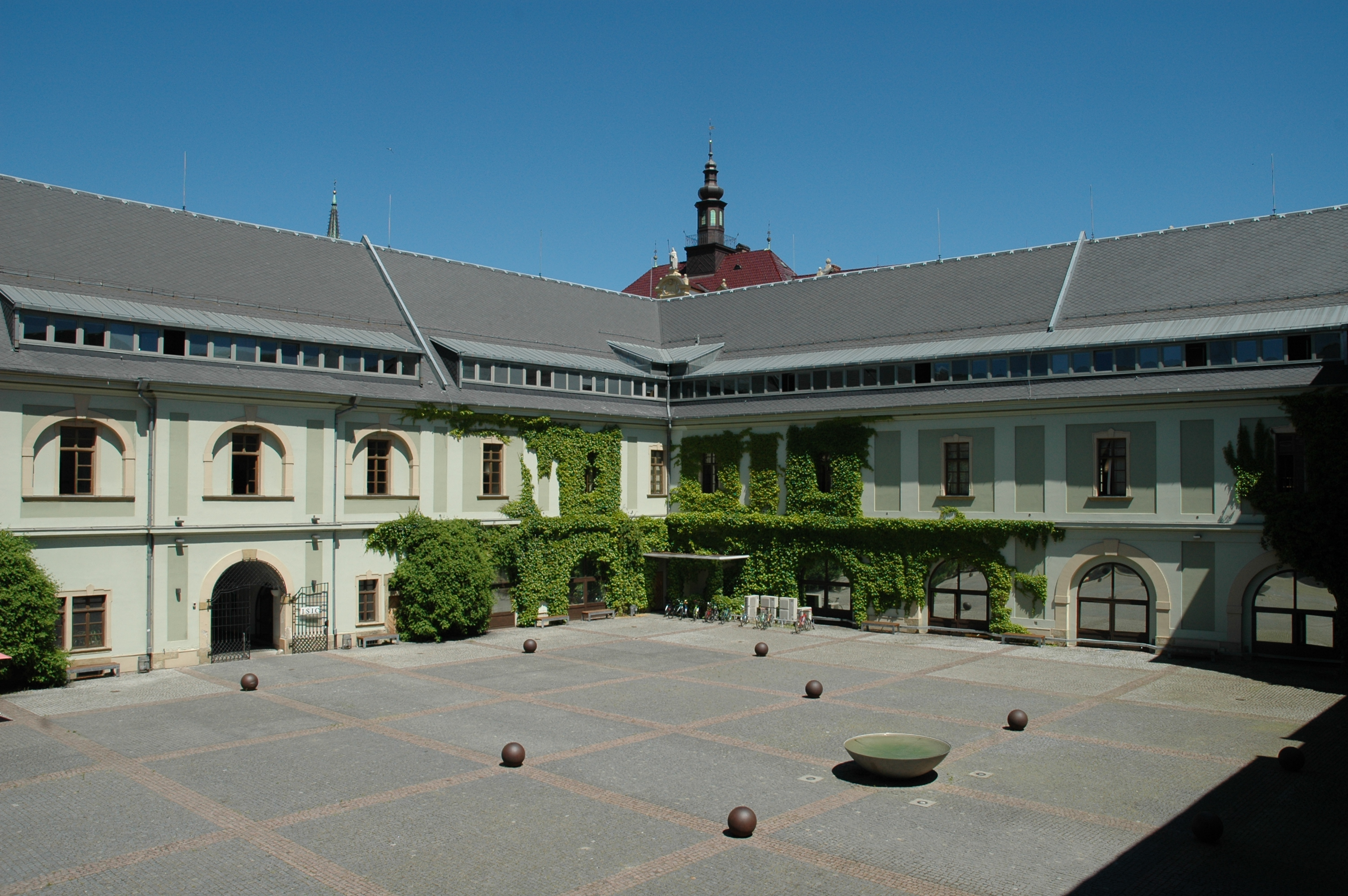
nádvoří

Klasicistní jednopatrová čtyřkřídlá budova dělostřelecké zbrojnice s velkým uzavřeným nádvořím mírně lichoběžníkového půdorysu je dominantou Biskupského náměstí. Hlavní průčelí má tři nevýrazné rizality. V prostředním  je hlavní vstupní portál, ukončený velkým trojúhelníkovým tympanonem vyplněným štukovou výzdobou s rakouským orlem a vojenskými symboly. Na vrcholu je pískovcová socha boha Marta ve zbroji, po bocích plastické kompozice  válečných trofejí.  Přízemí odděluje od patra průběžná kordonová římsa. Na nárožích vymezených pilastry je pásová rustika. Druhý vstup do objektu  je na protější straně  z ulice Křížkovského. Uprostřed rizalitu  se nachází  portál orámovaný profilovaným pískovcovým ostěním s obdélným klenákem a hlavicemi po bocích.
Nádvoří je pokryto dvoubarevnou dlažbou uspořádanou do velkých čtverců z žulových broušených desek, koule v některých rozích upomínají na dělostřeleckou minulost objektu. Uprostřed je zasazena kašna ve tvaru jednoduché mísy (autorka Vendula Johnová), připomínka někdejší studny. V roce 2017 byla na nádvoří odhalena lavička Václava Havla. Fasády jsou členěny jednoduchými svislými lizénami. Ve dvou rozích jsou novodobé přístavky  s výtahy a schodištěm.
Přízemí je tvořeno řadou sálů s okny v bývalých arkádách. V 1. patře je 8 velkých dvoulodních sálů, které jsou vzájemně propojeny. Chodby a místnosti jsou zaklenuté příčně valenými klenbami s výsečemi mezi pasy. Sálové prostory v patře jsou zaklenuty pruskou plackou do pasů se středními sloupy. Patra jsou spojena dvěma dvouramennými schodišti, zaklenutými valenou klenbou. Sedlová střecha má v krovu vestavěné kanceláře, které jsou osvětleny z dvora průběžným vikýřem a z ulic samostatnými konvexně tvarovanými vikýři. Celá budova je podsklepená.